# Amdalai
Amdalai (Schreibvariante: Amdallai) ist eine Ortschaft im westafrikanischen Staat Gambia.
Nach einer Berechnung für das Jahr 2013 leben dort etwa 1260 Einwohner, das Ergebnis der letzten veröffentlichten Volkszählung von 1993 betrug 851.

## Geographie
Amdalai liegt bei in der North Bank Region, Distrikt Lower Niumi unmittelbar an der Grenze zu Senegal. Die Hauptstraße von Barra kommend, setzt sich nach Norden hin als N 5 fort. Auf der senegalesischen Seite liegt Karang Poste.